# Рона
Рона (на френски: Rhône, Рон) е река в Швейцария (кантони Вале, Во и Женева) и Франция (департаменти Ен, Горна Савоя, Изер, Рон, Ардеш, Дром, Гар, Воклюз и Буш дю Рон), вливаща се в Средиземно море. Дължина 812 km (267 km в Швейцария, 545 km във Франция), площ на водосборния басейн 95 590 km²

## Наименование
Във френския език названието на реката звучи като „Рон“ (на френски: Rhone) и реката представлява митически мъж с име Рон толкова бърз, неистов, своенравен, стремителен, че е способен да увлече всеки човек, животно или всеки предмет. Названието произхожда от римската дума „Rhodanus“. Река Сона се влива в Рона в град Лион и се счита спокойна, тиха река. Тази река представлява митическа жена на име Сона. Рон и Сона, като мъж и жена, често се изобразяват от французите на скулптури и на паметници, мостове и сгради заедно (особено в Лион).

## Географска характеристика

### Извор, течение, устие
Река Рона води началото си на 1900 m н.в., от южния край на Ронския ледник, разположен в Урийските Алпи, в подножието на връх Дамащок, на 2 km североизточно от село Глеч, в крайната североизточна част на кантона Вале, в Южна Швейцария. В горното си течение тече на запад-югозапад в сравнително широка (2 – 3 km) трогова долина между Бернските Алпи на север и Пенинските и Лепонтинските Алпи на юг. При град Мартини завива на север и след 35 km се влива в югоизточната част на Женевското езеро. В центъра на град Женева изтича от езерото и след като на протежение от 7 km служи за граница между Швейцария и Франция и при френското село Ле Турне изцяло навлиза на френска територия. Ту в началото тече на юг, след устието на левия си приток Гиер – на северозапад, а след град Ланьо – на запад. В този участък долината на Рона е тясна и дълбока, преминаваща през крайните западни разклонения на Алпите. След устието на десния си приток Сона в град Лион, Рона завива на юг и запазва това си направление до устието. В началото долината ѝ продължава да е тясна и дълбока, заключена между крайните западни ниски алпийски хребети на изток и източните части на Централния Френски масив. В района на град Валанс излиза от планините и пресича от север на юг обширната Ронска низина. В град Арл Рона се разделя на два основни ръкава (ляв, пълноводен и десен, по-малък), като образува обширна делта с площ над 12 хил.km². Влива се в северната част на Лионския залив на Средиземно море, като по-големият и пълноводен ляв, източен ръкав се влива в залива на 6 km южно от град Пор Сен Луи дю Рон, в департамента Буш дю Рон.

### Водосборен басейн, притоци
Водосборният басейн на Рона обхваща площ от 95 950 km², като 3/4 е планински и около 8% е на швейцарска територия. На югоизток и югозапад водосборния басейн на Рона граничи с водосборните басейни на реките Вар, Аржанс, Арк, Видурл, Еро и други по-малки, вливащи се в Средиземно море, на запад и северозапад – с водосборните басейни на реките Гарона, Лоара и Сена (от басейна на Атлантическия океан), на север и североизток – с водосборните басейни на реките Маас и Рейн (от басейна на Северно море, а на изток – с водосборния басейн на река По (от басейна на Адриатическо море.
Основни притоци:
- леви – Фисп, Дранс (горен приток), Дранс (влива се в Женевското езеро), Арв (102 km, 2060 km²), Ис, Фиер (72 km, 1380 km²), Бурбор (72 km, 703 km²), Ривал, Изер (286 km, 11 890 km²), Дром (110 km, 1640 km²), Рубион, Лез, Ег, Неск, Дюранс (324 km, 14 225 km²);
- десни – Венож (влива се в Женевското езеро), Валсерин, Ен (190 km, 3765 km²), Сона (473 km, 29 321 km²), Жие, Ерийо, Ардеш (125 km, 2430 km²), Сез, Гар[1].

### Хидроложки показатели
В горното и средно течение подхранването на Рона е предимно снежно и ледниково, с ясно изразено лятно пълноводие и зимно маловодие. След вливането на Сона, пълноводието на реката рязко се увеличава (особено през зимата), обаче благодарение на левите си пълноводни алпийски притоци Изер, Дюранс и др., за разлика от десните, които са с преобладаващо дъждовно подхранване, Рона чак до устието си запазва своя алпийски воден режим, т.е. лятно пълноводие. Тя е най-пълноводната френска река със среден годишен отток в устието 1780 m³/sec.

## Стопанско значение, селища
Река Рона има важно хидроенергийно, транспортно и иригационно значение. Около 70% от хидроенергийните мощности на Франция принадлежат на Рона и нейните алпийски притоци. На реката са изградени и действат 11 ВЕЦ-а, в т.ч. Женисия (390 Мвт), Андре Блондел (300 Мвт). Редица големи ВЕЦ-ове са построени на Изер, Дюранс и други нейни, предимно алпийски притоци. Реката е плавателна за плиткогазещи съдове до устието на река Ен. Чрез притока си Сона и многочислени плавателни канали е съединена с Рейн, Мозел, Маас, Сена и Лоара. За заобикаляне на делтата на реката и нейните пясъчни барове е изграден плавателен канал от град Арл до град Пор де Бук и по-нататък през лагуната Етан де Бер и тунела Ров до Марсилия. В долното течение водите на реката широко се използват за водоснабдяване на селищата по Лазурния бряг и за напояване.
По цялото си течение долината на Рона е гъсто заселена, като най-големите селища са: Бриг-Глис, Сион, Мартини и Женева в Швейцария; Лион, Валанс, Монтелимар, Авиньон и Арл във Франция.